# Años 460 a. C.
Los años 460 antes de Cristo transcurrieron entre los años 469 a. C. y 460 a. C. 

## Acontecimientos
- 469 a. C.: Esparta derrota a las ciudades de Argos y Tegea en Arcadia, consolidando su dominio en el Peloponeso.
- 469 a. C.: Cimón conquista la isla de Naxos. Lidia y Caria se integran a la Liga de Delos.
- 469 a. C.: en el Imperio romano se conocía como el año del consulado de Prisco y Celiomontano (o, menos frecuentemente, año 285 ab urbe condita).
- 469 a. C.: la isla de Naxos trata de separarse de la Liga de Delos pero es bloqueada por los atenienses y forzada a rendirse. Naxos se vuelve en un miembro tributario. Las demás ciudades griegas consideran este un acto de prepotencia y se resienten.
- 469 a. C.: Temístocles, después de estar exiliado de Atenas, logra cruzar el Egeo hasta Magnesia, una ciudad continental jonia bajo reinado persa.
- 468 a. C.: en Grecia, tropas de Argos capturan Micenas y expulsan a sus habitantes.
- 465 a. C.: Se instaura la democracia en Siracusa. El tirano Trasíbulo es exiliado a la ciudad de Locros. Fin de la tiranía de los Dinoménidas.
- 466-463 a. C.: Tasos se subleva contra la Liga y es aplastada.
- 464-454 a. C.: Tercera guerra mesenia. Los ilotas de Mesenia se rebelan.
- 464 a. C.: en Esparta (Grecia) se registra un terremoto de 7,2. El escritor Diodoro Sículo (siglo I a. C.) habla de más de 20.000 lacedemonios muertos. Este terremoto llevó a un levantamiento de ilotas y empeoró las relaciones con Atenas, uno de los factores que llevaron a la guerra del Peloponeso, cuatro años más tarde.
- 463-462 a. C.: Cimón intenta sofocar la rebelión mesenia, pero los espartanos lo rechazan. Efialtes y Pericles toman el poder en Atenas. La autoridad del Areópago disminuye.
- 460-445 a. C.: primera guerra del Peloponeso entre Atenas y Esparta

## Nacimientos
- 469 a. C. (fecha aproximada): Sócrates filósofo griego (f. 399 a. C.).
- 469 a. C. (fecha aproximada): Aspasia de Mileto, compañera de Pericles.

## Fallecimientos
- 469 a. C.: Leotíquidas II, rey espartano.
- 465 a. C.: Jerjes I, Gran Rey persa.